# 总统辩论委员会
总统辩论委员会（英語：Commission on Presidential Debates） 创立于1987年，是由民主党和共和党党团共同资助的美国非营利组织。总统辩论委员会组织美国总统大选总统和副总统候选人进行辩论，并开展与辩论有关的研究和教育活动。该委员会主办了从1988年起的历届总统大选辩论。
总统辩论委员会排除第三党总统候选人参与总统大选辩论一直是充满争议的问题。

## 历史
1960年美国总统大选期间，总统候选人理查德·尼克松和约翰·肯尼迪举行了美国历史上第一次通过电视转播的总统辩论，1964年总统大选期间没有举行辩论，而尼克松拒绝参加1968年和1972年大选期间的辩论。所以直到1976年大选，美国女性选民联盟赞助了候选人杰拉尔德·福特和吉米·卡特之间的辩论，总统选举辩论才得以恢复，美国女性选民联盟之后又赞助了之后两届大选的总统辩论。
1985年，民主和共和两党的全国选举委员会在研究大选程序后建议总统选举辩论应转变为由两党赞助，于是总统辩论委员会在两党的支持下于1987年应运而生。委员会的运作由两党把持，来自民主党的保罗·柯克和来自共和党的弗兰克·法伦科普夫担任委员会的联席主席。在宣布总统辩论委员会成立的新闻发布会上，法伦科普夫称委员会不会将第三党纳入总统辩论，柯克也认为辩论需要排除第三党。
1988年，乔治·H·W·布什和麦可·杜卡基斯的竞选团队私下达成了一份“谅解备忘录”，其中规定了哪些候选人可以参与总统辩论、哪些人可以成为在辩论中提问的小组成员以及辩论会讲台的高度。因而美国女性选民联盟撤回了对总统辩论的赞助，并发表了声明称“两党竞选团队的要求欺骗了美国的选民们”。自此，之后的历届总统选举辩论均由总统辩论委员会赞助。